# Östra Gatusjötjärnen
Östra Gatusjötjärnen är en sjö i Sollefteå kommun i Ångermanland och ingår i Ångermanälvens huvudavrinningsområde.